# Nazionale femminile di calcio di Malta
La nazionale di calcio femminile di Malta è la rappresentativa calcistica femminile internazionale di Malta, gestita dalla Federazione calcistica di Malta.
In base alla classifica emessa il 6 marzo 2025 dalla FIFA la nazionale femminile maltese occupa l'87º posto del FIFA/Coca-Cola Women's World Ranking, perdendone uno dalla precedente.
Come membro dell'UEFA partecipa a vari tornei di calcio internazionali, come al Campionato mondiale FIFA e al Campionato europeo UEFA.

## Storia
L'esordio della nazionale maltese femminile è datato 10 agosto 2003, con una sconfitta per 3-0 contro la Romania.
La nazionale maltese ottenne la sua prima vittoria assoluta il 29 giugno 2006 grazie all'1-0 contro la Estonia. In occasione delle qualificazioni al campionato mondiale 2015, la nazionale maltese concluse il suo girone nel turno preliminare al primo posto, accedendo per la prima volta alla fase a gironi delle qualificazioni. Nelle Qualificazioni al campionato europeo femminile di calcio 2017 nonostante collezioni 2 vittorie e una sconfitta arrivando alla pari con la Georgia e le Fær Øer viene eliminata per la peggior differenza reti negli scontri diretti nella prima fase a gruppi.
Nel 2023 la nazionale femminile maltese ottenne un risultato storico per il calcio isolano, vincendo il proprio rispettivo gruppo nella Lega C della Women's Nations League e guadagnando così l'accesso alla Lega B per l'edizione successiva della manifestazione.

## Partecipazioni al campionato mondiale
- 1991: non ha partecipato
- 1995: non ha partecipato
- 1999: non ha partecipato
- 2003: non ha partecipato
- 2007: non qualificata
- 2011: non qualificata
- 2015: non qualificata
- 2019: non qualificata
- 2023: non qualificata

## Partecipazioni al campionato europeo
- 1984: non ha partecipato
- 1987: non ha partecipato
- 1989: non ha partecipato
- 1991: non ha partecipato
- 1993: non ha partecipato
- 1995: non ha partecipato
- 1997: non ha partecipato
- 2001: non ha partecipato
- 2005: non qualificata
- 2009: non qualificata
- 2013: non qualificata
- 2017: non qualificata
- 2022: non qualificata
- 2025: non qualificata

## Partecipazioni alla UEFA Women's Nations League
- 2023-2024: 1º posto in Lega C, Promossa in Lega B

## Rosa
Lista delle 27 giocatrici convocate dalla selezionatrice Manuela Tesse in occasione degli incontri validi per il torneo di UEFA Women's Nations League 2025, lega C, gruppo 2, con Cipro e Andorra del 30 maggio e 3 giugno 2025. Ruoli e squadre di appartenza ricavati la sito della Federcalcio maltese, numeri di maglia e dati anagrafici ricavati dal sito UEFA.com, presenze e reti realizzate prima di entrambi gli incontri dal sito Soccerdonna.de.
| 12 | P | Maya Cachia        | 23 dicembre 2004 (20 anni)  | 2   | 0  | Birkirkara      |  |  |
| 23 | P | Patricia Ebejer    | 23 febbraio 2000 (25 anni)  | 0   | 0  | Mġarr United    |  |  |
| 1  | P | Janice Xuereb      | 1º agosto 1996 (28 anni)    | 36  | 0  | Birkirkara      |  |  |
|    |   |                    |                             |     |    |                 |  |  |
| 22 | D | Rebecca Bajada     | 22 dicembre 1994 (30 anni)  | 3   | 0  | Mġarr United    |  |  |
| 15 | D | Fiona Buttigieg    | 18 luglio 1998 (26 anni)    | 0   | 0  | Luton Town      |  |  |
| 5  | D | Stephania Farrugia | 11 settembre 1991 (33 anni) | 100 | 5  | Birkirkara      |  |  |
| 6  | D | Océane Grange      | 24 settembre 1995 (29 anni) | 0   | 0  | Roubaix Wervicq |  |  |
| 4  | D | Emma Lipman        | 23 febbraio 1989 (36 anni)  | 35  | 1  | Genoa           |  |  |
| 13 | D | Maya Lucia         | 6 luglio 2003 (21 anni)     | 6   | 0  | Orlen Danzica   |  |  |
|    | D | Valentina Rapa     | 14 febbraio 2002 (23 anni)  | 7   | 0  | Birkirkara      |  |  |
| 18 | D | Emma Xuereb        | 5 gennaio 1992 (33 anni)    | 79  | 2  | Swieqi United   |  |  |
| 16 | D | Charlene Zammit    | 18 gennaio 1991 (34 anni)   | 100 | 2  | Birkirkara      |  |  |
|    |   |                    |                             |     |    |                 |  |  |
| 17 | C | Jana Barbara       | 7 luglio 2001 (23 anni)     | 0   | 0  | Schalke 04      |  |  |
| 8  | C | Rachel Cuschieri   | 26 aprile 1992 (33 anni)    | 100 | 14 | Genoa           |  |  |
| 3  | C | Alexandra Gatt     | 13 ottobre 2004 (20 anni)   | 1   | 0  | York City       |  |  |
|    | C | Ann-Marie Said     | 2 luglio 1994 (30 anni)     | 32  | 0  | Mġarr United    |  |  |
| 20 | C | Nicole Sciberras   | 28 aprile 2001 (24 anni)    | 45  | 0  | Hibernians      |  |  |
| 2  | C | Gabriella Zahra    | 2 maggio 1991 (34 anni)     | 19  | 0  | Birkirkara      |  |  |
| 14 | C | Shona Zammit       | 15 giugno 1996 (28 anni)    | 80  | 6  | Swieqi United   |  |  |
|    |   |                    |                             |     |    |                 |  |  |
| 21 | A | Haley Bugeja       | 5 maggio 2004 (21 anni)     | 33  | 18 | Inter           |  |  |
| 7  | A | Lexine Farrugia    | 6 luglio 2007 (17 anni)     | 2   | 0  | Roma            |  |  |
| 10 | A | Maria Farrugia     | 9 gennaio 2001 (24 anni)    | 47  | 9  | Sheffield Utd   |  |  |
| 9  | A | Kailey Willis      | 18 maggio 2003 (22 anni)    | 15  | 3  | Venezia         |  |  |
| 11 | A | Leah Ayres         | 22 novembre 2003 (21 anni)  | 3   | 0  | Hibernians      |  |  |
| 19 | A | Yulya Carella      | 30 marzo 2005 (20 anni)     | 2   | 0  | Mġarr United    |  |  |